# Präfaschismus
Präfaschismus oder Protofaschismus ist in Teilen der deutschen Geschichtswissenschaft ein alternativer Begriff zu dem von Armin Mohler geprägten Begriff der Konservativen Revolution und beschreibt dort eine Radikalisierung des Konservatismus. Der Begriff des Konservatismus ist dagegen auf antiliberale Intellektuelle wie Georges Sorel und verschiedene nationale Revolutionäre sowie die Futuristen schwierig anzuwenden. Zum Faschismus verhielten sich viele präfaschistische Denker, wie z. B. in Italien Benedetto Croce, Filippo Tommaso Marinetti, Gabriele D’Annunzio, Robert Michels und Gaetano Mosca, aufgrund des Antiintellektualismus der Faschisten und der eigenen elitären Verachtung der Massen ambivalent.
Auch die rechtsextremen und monarchistisch-nationalistischen Schwarzen Hundertschaften der letzten Jahrzehnte des Russischen Reiches werden zu den präfaschistischen Organisationen gezählt.
Der französische Germanist und Historiker Louis Dupeux hält die Konservative Revolution während der Weimarer Zeitepoche für eine gewichtige Ideologie, die man explizit als „deutschen Präfaschismus“ verstehen könne.
Der Zeithistoriker Dieter Krüger begreift unter Präfaschismus nach dem Ersten Weltkrieg alle neukonservativen Ideologen und Bewegungen, die bedeutsame Elemente der faschistischen Ideologie antizipieren und popularisieren, ohne dabei direkt nationalistische Propaganda zu betreiben.
Der Historiker Zeev Sternhell fasst unter dem Begriff Präfaschismus kulturpessimistische Denkströmungen zusammen, die besonders in Deutschland und Frankreich seit 1890 Anhänger fanden (Maurice Barrès, Oswald Spengler, Julius Langbehn) und auf einer verkürzenden Popularisierung älteren antimodernistischen Gedankenguts beruhen.